# МСК+6
| KALT | МСК−1 (калининградское время)  | MSK–1 (UTC+2)  | 12:21 |
| MSK  | МСК (московское время)         | MSK+0 (UTC+3)  | 13:21 |
| SAMT | МСК+1 (самарское время)        | MSK+1 (UTC+4)  | 14:21 |
| YEKT | МСК+2 (екатеринбургское время) | MSK+2 (UTC+5)  | 15:21 |
| OMST | МСК+3 (омское время)           | MSK+3 (UTC+6)  | 16:21 |
| KRAT | МСК+4 (красноярское время)     | MSK+4 (UTC+7)  | 17:21 |
| IRKT | МСК+5 (иркутское время)        | MSK+5 (UTC+8)  | 18:21 |
| YAKT | МСК+6 (якутское время)         | MSK+6 (UTC+9)  | 19:21 |
| VLAT | МСК+7 (владивостокское время)  | MSK+7 (UTC+10) | 20:21 |
| MAGT | МСК+8 (магаданское время)      | MSK+8 (UTC+11) | 21:21 |
| PETT | МСК+9 (камчатское время)       | MSK+9 (UTC+12) | 22:21 |

МСК+6, московское время плюс 6 часов — время 8-й часовой зоны России, соответствует UTC+9. С 2000-х годов используется также неофициальное название «якутское время».
Это время применяют Республика Саха (Якутия) (западные и центральные районы), Забайкальский край и Амурская область.

## История
На территории России время, опережающее на 6 часов московское время (МСК+6), стало применяться с 1919—1924 годов, когда в стране вводилась международная система часовых поясов.
К 1960-м годам время МСК+6 стало применяться и в западной части Забайкальской области, где до этого применялось время МСК+5.

### Время МСК+6 относительно UTC
Начиная с указанной даты:
- 02.05.1924 — UTC+8;
- 21.06.1930 — UTC+9;
- 01.04.1981 — UTC+10 (летнее), UTC+9 («зимнее»);
- 31.03.1991 — UTC+9 (летнее), UTC+8 («зимнее»);
- 19.01.1992 — UTC+9;
- 29.03.1992 — UTC+10 (летнее), UTC+9 («зимнее»);
- 27.03.2011 — UTC+10 (летнее);
- 31.08.2011 — UTC+10;
- 26.10.2014 по настоящее время — UTC+9.

### Время МСК+6 в регионах
По состоянию на данный год или начиная с указанной точной даты — для краткости указан административный центр региона (по административно-территориальному делению на 2015 год):
- 1962 — Благовещенск, Чита, Якутск (Якутия — западные и центральные районы)[4].
- 26.10.2014 — Благовещенск, Якутск (Якутия — западные и центральные районы).
- 27.03.2016 по настоящее время — Благовещенск, Чита, Якутск (Якутия — западные и центральные районы[* 3]).

В 1981—1982 годах в Якутии происходили изменения, связанные с восстановлением утраченного «декретного часа» в ряде районов (улусов) к востоку от Якутска. В газетах назывались Усть-Майский, Усть-Алданский и Оймяконский районы, где часы не должны были переводиться на час назад 1 октября 1981 года. Однако сведений для представления действительных событий в этот период недостаточно.

## Часовая зона МСК+6
- Якутия (западные и центральные районы)
- Забайкальский край
- Амурская область